# NGC 2
NGC 2 es una galaxia espiral situada en la constelación de Pegaso. Se encuentra al sur de la galaxia NGC 1, y dista 300 millones de años luz de la Tierra. Se trata de una galaxia de poca luminosidad, con un valor de magnitud aparente de sólo 14,2.
Fue descubierta el 20 de agosto de 1873 por el astrónomo Lawrence Parsons.